# Сысоев, Иван Фёдорович
Иван Фёдорович Сысоев — советский хозяйственный деятель, Герой Социалистического Труда.

## Биография
Родился в 1932 году в деревне Ворожба. Член КПСС с 1963 года.
В 1946—1951 — колхозник в Медвенском районе Курской области.
В 1951—1955 — военнослужащий Советской армии.
В 1955—1956 — слесарь военно-ремонтных мастерских и телеграфной станции Ленинградского военного округа.
В 1956—1966 — грузчик, член профкома, председатель профкома фабрики «Гознак».
В 1966—1968 — рабочий мясокомбината, водитель Ленинградского автопарка № 61.
В 1968—2002 — грузчик, докер-механизатор, бригадир укрупненной комплексной бригады докеров-механизаторов Ленинградского морского торгового порта Министерства морского флота СССР.
Указом Президиума Верховного Совета СССР от 1 июля 1982 года присвоено звание Героя Социалистического Труда с вручением ордена Ленина и золотой медали «Серп и Молот».
Умер в 2008 году в Санкт-Петербурге.

## Награды и звания
- Герой Социалистического Труда (01.07.1982)
- Орден Ленина (01.07.1982)
- Орден Октябрьской Революции (14.05.1977)
- Орден Трудового Красного Знамени (01.03.1974)